# 3e Leger (Wehrmacht)
Het 3e Leger (Duits: 3. Armee) was een onderdeel van het Duitse leger in de Tweede Wereldoorlog. Het werd opgericht op 1 september 1939.

## Tweede Wereldoorlog
Tijdens de inval in Polen was het 3e Leger onder bevel van generaal Georg von Küchler een deel van Heeresgruppe Nord. Het 3e Leger begon zijn aanval vanuit Oost-Pruisen. Een deel van het leger rukte op naar het westen door de Poolse Corridor en maakte contact met het 4e Leger. Op deze manier werd Danzig afgesneden van de rest van Polen. Een ander deel rukte op naar het zuiden. Deze troepen vormden het noordelijke gedeelte van de tangbeweging om het Poolse leger te omsingelen ten westen van de Weichsel. Op 5 september 1939 stak de voorhoede de Narew over en op 13 september bereikte het 3e Leger de buitenwijken van Warschau.
Na de capitulatie hield het 3e Leger samen met het Rode Leger een overwinningsparade in Brest-Litovsk. Op 5 november 1939 werd het 3e Leger ontbonden.

## Commandanten[1]
| Rang                    | Naam              | Begin            | Eind            |
| ----------------------- | ----------------- | ---------------- | --------------- |
| Generaal der Artillerie | Georg von Küchler | 1 september 1939 | 5 november 1939 |